# Nocticola

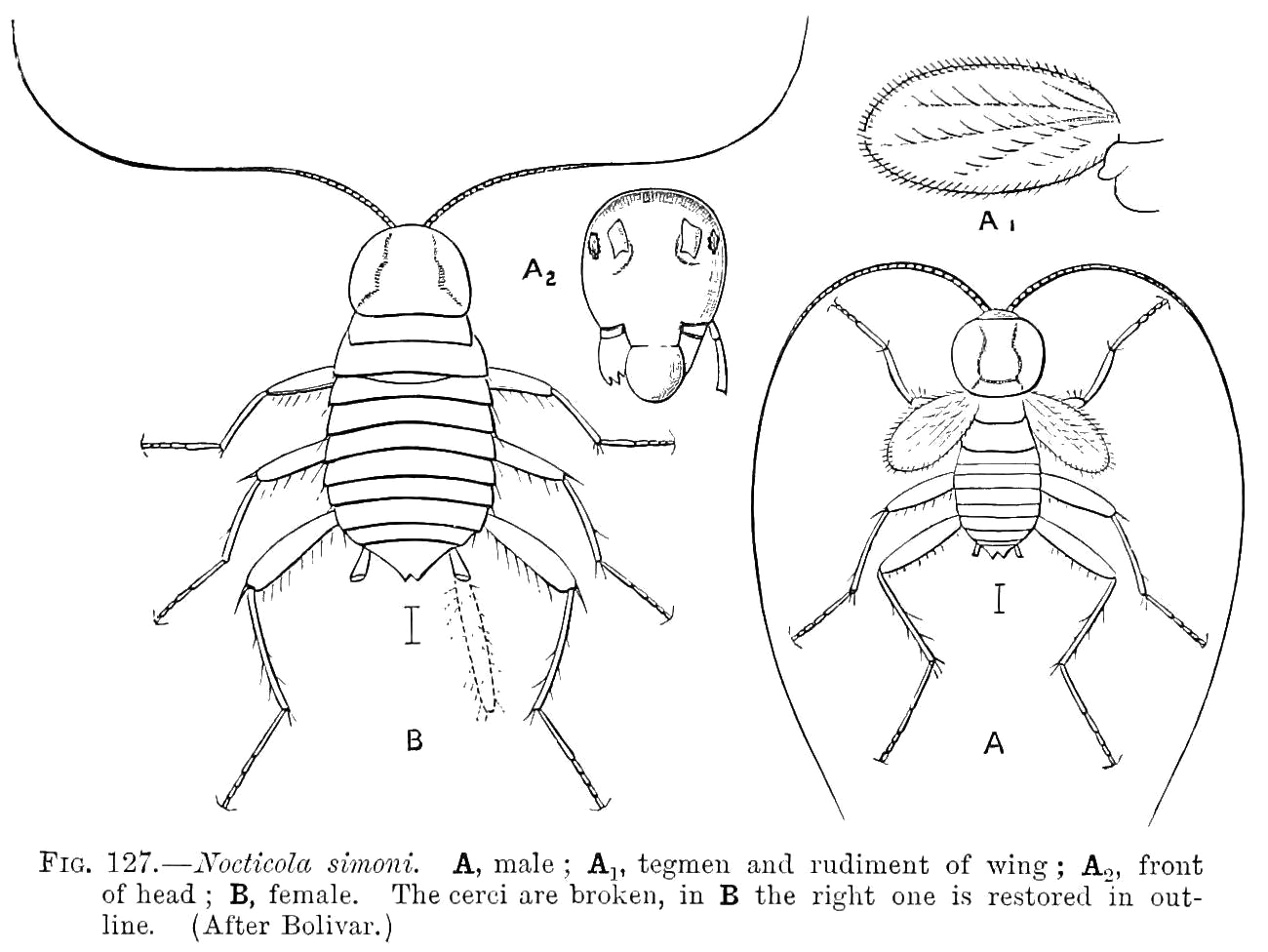
Nocticola simoni. A, самец; А1, надкрылье и зачаток крыла; A2, передняя часть головы; B, самка. Церки сломаны, правая восстановлена по очертаниям. (По Боливару.)

Nocticola (лат.) — род насекомых из семейства Nocticolidae отряда таракановых. Распространён в Африке, Юго-Восточной Азии и Австралии. Nocticola отличается от всех остальных тараканов тем, что они не заражены Blattabacterium cuenoti. Это делает их единственным родом Blattodea, у которого нет этих бактерий.

## Виды
Род включает 25 видов:
- Nocticola adebratti
- Nocticola australiensis
- Nocticola babindaensis
- Nocticola bolivari
- Nocticola brooksi
- Nocticola caeca
- Nocticola clavata
- Nocticola cockingi[3]
- Nocticola currani[3]
- Nocticola decaryi
- Nocticola flabella
- Nocticola gerlachi
- Nocticola gonzalezi[4]
- Nocticola jodarlingtonae
- Nocticola leleupi
- Nocticola pheromosa
- Nocticola quartermainei[3]
- Nocticola remyi
- Nocticola rohini
- Nocticola scytala
- Nocticola simoni
- Nocticola sinensis
- Nocticola termitophila
- Nocticola uenoi
- Nocticola wliensis